# Phurmomyces obtusus
Phurmomyces obtusus är en svampart som beskrevs av Thaxt. 1931. Phurmomyces obtusus ingår i släktet Phurmomyces och familjen Ceratomycetaceae.   Inga underarter finns listade i Catalogue of Life.